# Meant to Be - Un angelo al mio fianco
Meant to Be - Un angelo al mio fianco (Meant to Be) è un film del 2010 di genere commedia romantica, diretto da Paul Breuls.

## Trama
Da circa dieci anni Will è l'angelo custode dell'architetto britannico Amanda e proteggendola da tutti i pericoli quotidiani si è innamorato perdutamente di lei. Quando la ragazza si trasferisce a Porto Rico per motivi di lavoro e si invaghisce del collega Ben, Will ottiene dai suoi superiori il privilegio di vivere per una sola settimana come un vero uomo, in modo da stare fisicamente vicino ad Amanda e provare a conquistarla davvero.